# 胡戈·沃尔夫
胡戈·沃尔夫（德語：Hugo Wolf；1860年3月13日—1903年2月22日），又译吴尔湖，奥地利作曲家，音乐评论家。
沃尔夫是舒曼之后最伟大的德奥艺术歌曲作曲家。其歌曲作品继承了自舒伯特以来的传统，又深受瓦格纳影响，形成了独特的创作风格。沃尔夫非常注重歌词的文学性，强调严格按歌词的重音和分节来谱曲。其歌曲多用通谱歌体，演唱方法近似朗诵调。钢琴伴奏具有极高的独立性，常用复杂的半音和声，有时也用简单的自然音和声。沃尔夫常短时期内集中为某个诗人的诗谱曲，力图表现其作品的内涵和个人的气质。
沃尔夫亦是著名的音乐评论家，以常常恶毒中伤诋毁勃拉姆斯而知名。

## 生平歷略
1860年出生于现斯洛文尼亚境内的温迪施格拉茨（现名斯洛文尼格拉代茨）。1875年入维也纳音乐学院学习，两年后被开除。1881年曾短暂担任过萨尔茨堡歌剧院第二合唱指挥，其他生活来源主要靠写音乐评论和友人接济。1897年，沃尔夫精神失常，1903年死于精神病院。

## 外部連結
- 胡戈·沃尔夫的免费乐谱，由国际乐谱典藏计划提供